# Mezinárodní den kávy

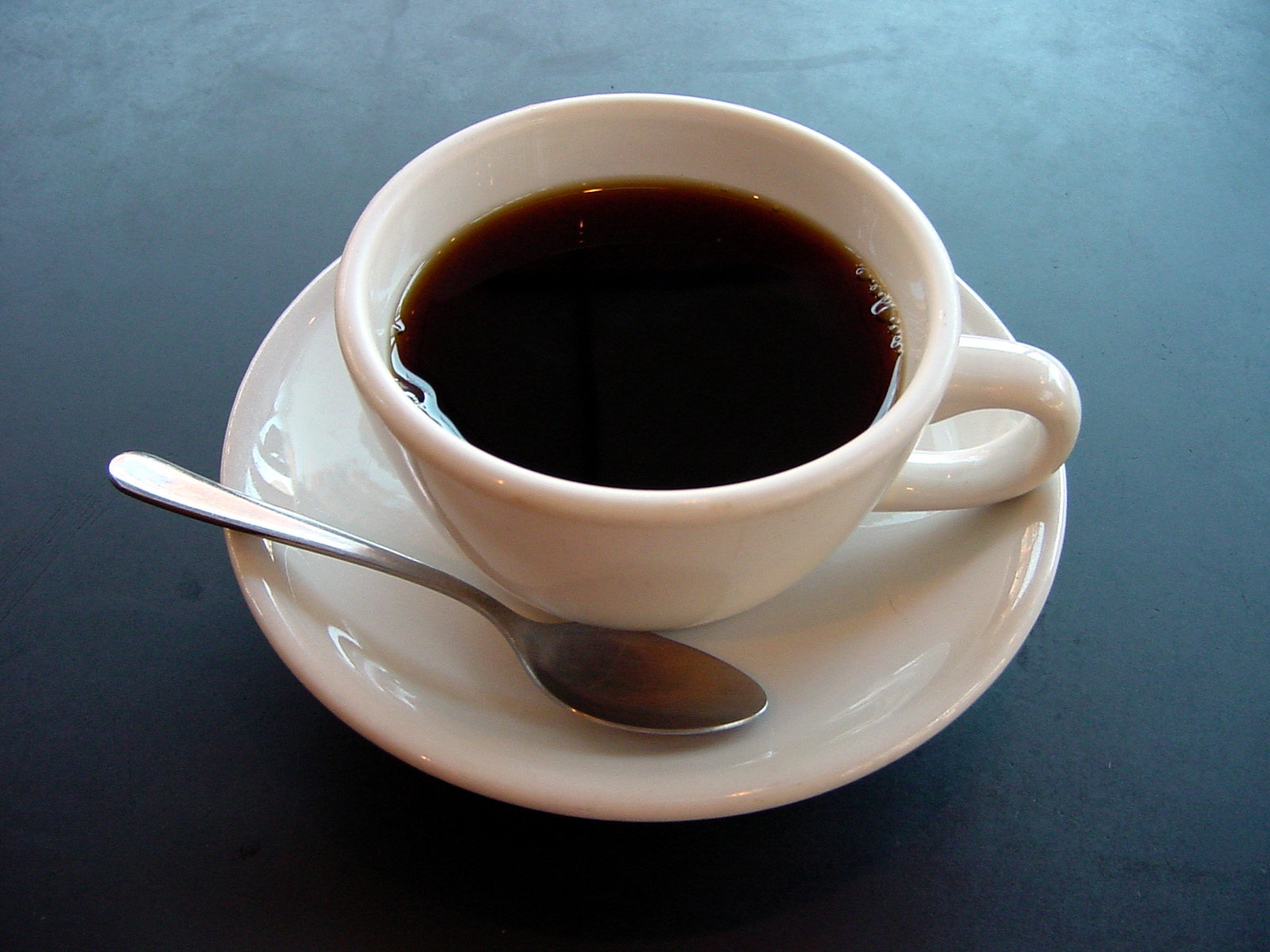
Šálek kávy

Mezinárodní den kávy vyhlásila na první říjnový den Mezinárodní organizace pro kávu, ICO. Tento den má sloužit k oslavě pití kávy a napomáhat podpoře kávy produkované a prodávané podle standardů hnutí Fair trade. Je to též příležitost, aby si lidé na celém světě připomněli nelehké pracovní a životní podmínky těch, kdo kávu v Latinské Americe, Africe a Asii pěstují. Po celém světě probíhá v rámci Mezinárodního dne kávy i řada speciálních akcí pro „kávomily“, jako je káva se slevou či zdarma.

## Historie
Přesné datum vzniku Mezinárodního dne kávy není známo. První akce tohoto druhu se poprvé konala v Japonsku v roce 1983 z popudu Všejaponského sdružení kávy (全日本コーヒー協会). Ve Spojených státech se o „Národním dni kávy“ poprvé veřejně hovořilo v roce 2005.
Název Mezinárodní den kávy poprvé použilo Jižní muzeum jídla a nápojů (Southern Food and Beverage Museum) v New Orleansu, které na 3. října 2009 svolalo tiskovou konferenci k oslavě dne a vyhlášení první Novoorleánské kávové slavnosti. Mezinárodní organizace pro kávu podporovala tuto akci v Číně, kde se den kávy poprvé slavil roku 1997. Počátkem dubna 2001 se akce stala oficiálně každoroční oslavou. Na Tchaj-wanu se Mezinárodní den kávy slavil poprvé v roce 2009, v Nepálu 17. listopadu 2005. V Indonésii, kde se Národní den kávy slavil poprvé 17. srpna 2006, probíhá oslava kávy společně se Dnem indonéské nezávislosti, tj. 17. srpna.
Na shromáždění Mezinárodní organizace pro kávu ve dnech 3.–7. března 2014 bylo rozhodnuto uspořádat první Mezinárodní den kávy v Miláně u příležitosti světové výstavy Expo 2015.